# 東大阪市立玉川小学校
東大阪市立玉川小学校（ひがしおおさかしりつ たまがわしょうがっこう）は、大阪府東大阪市稲葉にある公立小学校。

## 沿革
- 1873年（明治6年）5月30日 - 河州第50番小学校として開校。
- 1875年（明治8年） - 岩田小学校と改称。
- 1886年（明治19年） - 岩田尋常小学校と改称。
- 1897年（明治30年） - 玉川尋常小学校と改称。
- 1924年（大正13年） - 玉川尋常高等小学校と改称。
- 1941年（昭和16年） - 玉川国民学校と改称。
- 1947年（昭和47年） - 玉川町立玉川小学校と改称。
- 1951年（昭和26年） - 玉川町立玉川北小学校と改称。
- 1955年（昭和30年）1月15日 - 河内市制施行により、河内市立玉川北小学校と改称。
- 1955年（昭和30年）4月1日 - 河内市立中央小学校と改称。
- 1967年（昭和42年）2月1日 - 東大阪市が発足し、東大阪市立玉川小学校と改称。

## 通学区域
- 稲葉1～4丁目、中野南1番1～25号、62～74号、菱江1～2丁目、菱江3丁目1～3番、7～8番、菱江4～5丁目、菱江6丁目1～2番、4番18～44号、5～11番、菱屋東1丁目、菱屋東2丁目1～15番、横枕南1～2番[1]

## 進路状況
ほとんどの児童は東大阪市立玉川中学校へ進学するが、国私立中学校へ進学する児童もいる。